# مار سرسیاه

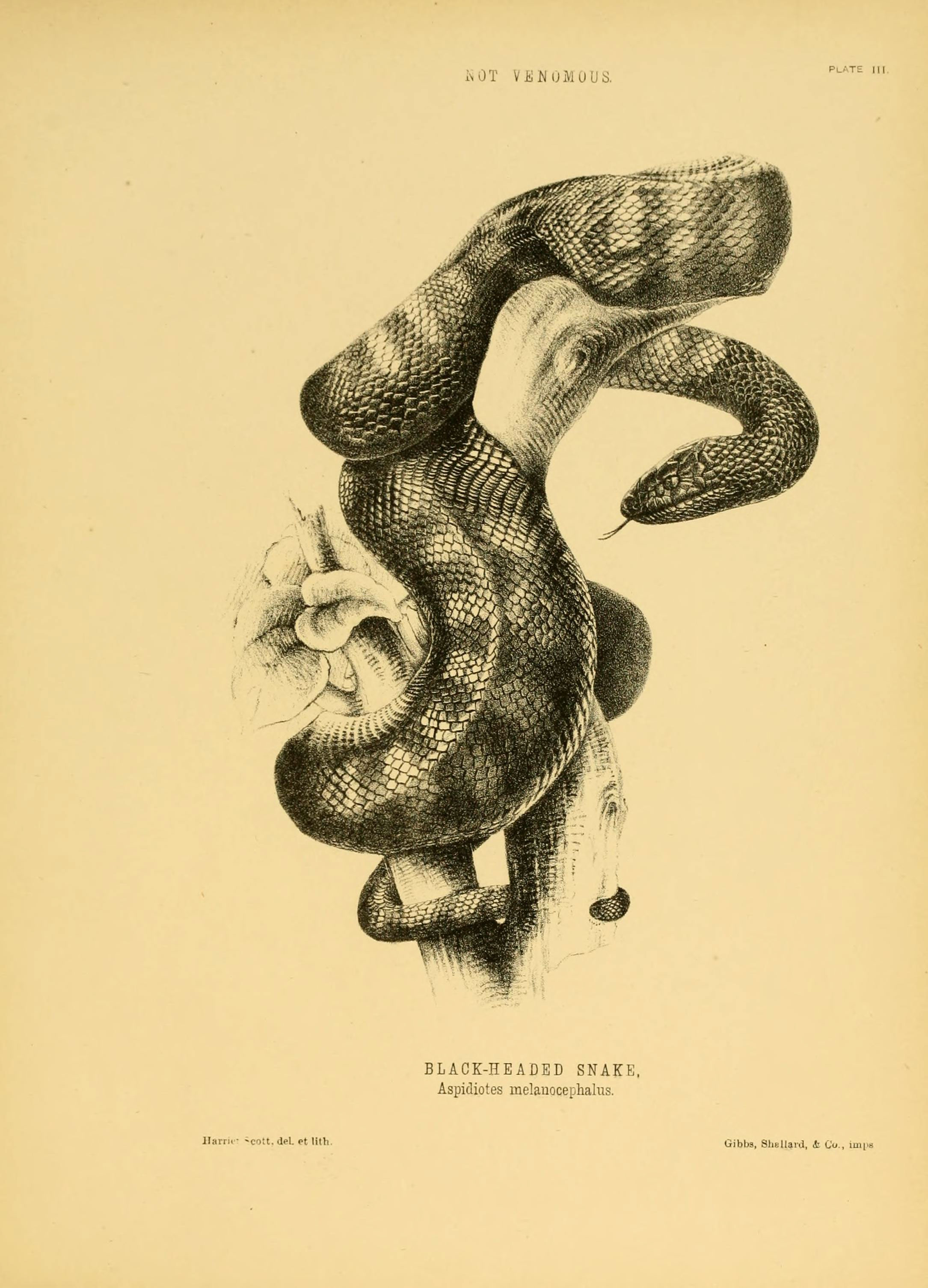
مار سرسیاه

مار سرسیاه (نام علمی: Tantilla melanocephala) نام یک گونه از تیره قمچه‌ماران است.